# الفرع الظهراني للعصب الشوكي
الفرع الظهراني للعصب الشوكي (باللاتينية: ramus posterior nervi spinalis) هو القسم الخلفي من العصب الشوكي. توفر الفروع الظهرانية التعصيب الحركي اللازم للعضلات العميقة (التي تُعرف أيضًا بالداخلية أو الحقيقية) في الظهر، بالإضافة إلى التعصيب الحسي لجلد الجزء الخلفي من الرأس، والعنق والظهر.
ينقسم العصب الشوكي داخل الثقبة بين الفقرات معطيًا الفرع الظهراني والفرع البطني. ينحرف الفرع الظهراني بعد ذلك نحو الجناح الخلفي للمسار قبل انقسامه إلى الفرعين الإنسي والوحشي. يوفر كلا هذين الفرعين التعصيب الحركي لعضلات الظهر العميقة. في العنق وأعلى الظهر، يتولى الفرع الإنسي أيضًا مهمة التعصيب الحسي للجلد؛ في أسفل الظهر، يتولى الفرع الوحشي هذه المهمة. بالإضافة إلى ذلك، توفر جميع الفروع الإنسية أيضًا التعصيب الحسي للمفاصل الوجيهية وسمحاق العمود الفقري.

## البنية
تنضم محاوير الجذر البطني إلى عقد الجذر الظهري مكونة الأعصاب الشوكية المختلطة (أدناه). تندمج هذه الأعصاب بعد ذلك لتشكل الأعصاب المحيطية. بعد فترة وجيزة من تشكلها، تتفرع هذه الأعصاب الشوكية معطية الفرع الظهراني والفرع البطني. تُعد الأعصاب الشوكية من الأعصاب المختلطة القادرة على نقل المعلومات الحسية والحركية على حد سواء. تتفرع هذه الأعصاب أيضًا لتشكل الفروع الموصلة البيضاء والرمادية التي تعمل على ربطها مع العقد الودية.
بعد تكوينه، ينتقل الفرع الظهري لكل عصب شوكي إلى الخلف، باستثناء منطقة الفقرة الرقبية الأولى، والعجزية الرابعة والخامسة والعصعصية. تتفرع الفروع الظهرانية إلى فروع إنسية، ومتوسطة ووحشية. يوفر الفرع الوحشي التعصيب للعضلة الحرقفية الضلعية، بالإضافة إلى الجلد الواقع وحشيًا من عضلة الظهر. يوفر الفرع المتوسط التعصيب للعضلة الشوكية والعضلة الطولى. يوفر الفرع الإنسي التعصيب لبقية للعضلات فوق المحورية على الظهر (بما في ذلك العضلات المستعرضة الشوكية، والعضلات بين المستعرضات، والعضلات بين الشوكية، والعضلات تحت القذالية والعضلة الطاحلة)، بالإضافة إلى المفاصل الوجيهية.

## الوظيفة
نظرًا إلى تولي العصب الشوكي مهمة نقل المعلومات الحسية والحركية على حد سواء، يمكن الإشارة إلى هذه الأعصاب باسم «الأعصاب المختلطة». تحمل الفروع الخلفية المعلومات الحركية الحشوية، والحركية الجسمية والحسية من وإلى الجلد والعضلات العميقة في الظهر. تحافظ الفروع الخلفية على تميزها عن بعضها البعض، إذ يوفر كل منها التعصيب اللازم لمقطع ضيق من الجلد والعضلات على طول الظهر، على مستوى خروج الفرع من العصب الشوكي.

## روابط خارجية
- درسٌ تشريحي حول terminologyanatplanes مُعدٌ بواسطة ويسلي نورمان (جامعة جورجتاون). (typicalspinalnerve)